# Università statale di Pskov
L'Università statale di Pskov (in russo Псковский государственный университет?, Pskovskij gosudarstvennyj universitet, PskovGU) è un ente di istruzione accademica russo.

## Struttura
- Istituto di medicina e biologia sperimentale
- Istituto di modellistica matematica e teoria dei giochi
- Istituto di ingegneria
- Istituto di scienze umanistiche e comunicazione
- Istituto di legge, economia e gestione
- Istituto di scienze sociali e della formazione